# El Cerrito, Cuautitlán Izcalli
El Cerrito är en ort i Mexiko, tillhörande Cuautitlán Izcalli kommun i delstaten Mexiko. El Cerrito ligger i den centrala delen av landet och tillhör Mexico Citys storstadsområde. Orten hade 529 invånare vid folkmätningen 2010.